# Bundesstraße 2
La Bundesstraße 2 è una delle più antiche strade federali della Germania lunga circa 845 chilometri. Attraversa il paese in direzione sud-nord dal confine tedesco-polacco a Gartz (Oder) sino al confine tedesco-austriaco a Mittenwald. Il suo precursore storico era la Via Imperii.

## Percorso

### Berlino-Brandeburgo
La B2 nasce al confine con la Polonia come continuazione della strada nazionale polacca 13 proveniente da Stettino, a circa un chilometro ad est del villaggio di Rosow. Attraversa lo stato di Brandeburgo da nord-est a sud-ovest. 

#### Berlino
La B2 attraversa Berlino in direzione sud-ovest. Entra in città nel sobborgo di Malchow, nel quartiere di Pankow.
Lungo la Greifswalder Straße e Otto-Braun-Straße la B2 attraversa la Berliner Allee a Prenzlauer Berg e arriva nel centro storico di Berlino. La B1, la B2 e la B5 si incrociano ad Alexanderplatz e da qui la B2 forma un percorso comune con la B5.
La B2 continua in direzione ovest sull'isola dei Musei, passando sopra la Sprea e percorrendo Unter den Linden fino a Pariser Platz, dove passa sotto la Porta di Brandeburgo e diventa Straße des 17-Juni nel quartiere di Tiergarten.
Attraversa i distretti di Charlottenburg-Wilmersdorf passando per Theodor-Heuss-Platz e Heerstraße fino a raggiungere il quartiere di Spandau.
All'incrocio con Wihelmstraße la B2 piega in direzione sud-ovest terminando il suo percorso comune con la Bundestraße 5 che continuerà in direzione nord. Lascia Berlino al confine sud-ovest continuando come Potsdamer Chaussee.